# Arnold Palmer Tournament Golf
Arnold Palmer Tournament Golf est un jeu vidéo de golf développé et édité par Sega sorti en 1989 sur borne d'arcade et Mega Drive. Elite Systems l'a édité en 1990 sur Amiga et Atari ST, sous le titre Tournament Golf.